# جاده ئی۸۴ اروپا
جاده ئی۸۴ اروپا (به انگلیسی: European route E84) یکی از جاده‌های اصلی قاره اروپا است که در کشور ترکیه قرار دارد.
این جاده که از شهر کشان شروع شده، در شهر سیلیوری به پایان می‌رسد و ۱۶۳ کیلومتر مسافت دارد.